# Auprès de moi toujours
Auprès de moi toujours (titre original : Never Let Me Go) est un roman de l'auteur britannique Kazuo Ishiguro, paru en 2005. 
L'œuvre est traduite en français par Anne Rabinovitch et publiée en France en 2006.

## Résumé
Kathy, une jeune femme de 31 ans, se retourne sur son passé. Sa mémoire lui fait revisiter ses années d'apprentissage, passées dans un pensionnat britannique perdu au milieu de la campagne, sans beaucoup de contacts avec l'extérieur. La jeune femme semble ne pas pouvoir dépasser d'anciennes blessures de jeunesse. Au fil du roman, la vérité sur ces enfants coupés du monde durant plusieurs années se révèle…

## Réception
L'œuvre a été sélectionnée pour le prix Booker (prix qu'Ishiguro avait déjà remporté en 1989 avec Les Vestiges du jour). Time l'a désigné comme le meilleur roman de 2005 et l'un des 100 meilleurs romans anglais publiés depuis 1923. Une adaptation cinématographique a vu le jour en 2010, sous le titre Auprès de moi toujours.

## Distinctions
- 2005 : finaliste du prix Booker

## Éditions françaises
- Auprès de moi toujours, Paris, traduit par Anne Rabinovitch, Paris, éditions des Deux Terres, 2006  (ISBN 2-84893-019-5) ; réédition, Paris, Gallimard, coll. « Folio » no 4659, 2008  (ISBN 978-2-07-034192-4)

## Traductions
- russe : "Не отпускай меня", Eksmo, 2006,  (ISBN 5-699-18752-9),  (ISBN 5-699-18752-9).
- français : Auprès de moi toujours, traduit par Anne Rabinovitch, éditions des Deux Terres, 2006,  (ISBN 2-84893-019-5),  (ISBN 978-2-84893-019-0).
- roumain : "Să nu mă părăseşti"
- néerlandais : "Laat me nooit alleen"
- bulgare : "Никога не ме оставяй"
- finnois : "Ole luonani aina"
- islandais : "Slepptu mér aldrei"
- portugais : "Nunca me deixes"
- portugais : "Não me abandone jamais"
- persan : "Hargez Rahayam Makon"
- italien : "Non Lasciarmi"
- japonais : "わたしを離さないで"
- allemand : "Alles, was wir geben mussten", btb, 2006,  (ISBN 978-3-442-73610-2)
- espagnol : "Nunca me abandones"
- polonais : " Nie opuszczaj mnie
- turc : "Beni Asla Bırakma", 2007,  (ISBN 978-975-08-1187-6)
- serbe : "Ne daj mi nikada da odem"
- catalan : "No em deixis mai" Empúries-Anagrama, 2005.  (ISBN 978-84-9930-268-3)
- vietnamien : "Mãi đừng xa tôi"
- chinois : "莫失莫忘"

## Adaptations
- 2010 : Auprès de moi toujours (Never Let Me Go), film américano-britannique réalisé par Mark Romanek
- 2023 : Never Let Me Go, série télévisée.